# Cantillac
Cantillac, okzitanisch Cantilhac, ist eine frühere französische Gemeinde mit 186 Einwohnern (Stand 1. Januar 2022) im Norden des Départements Dordogne in der Region Nouvelle-Aquitaine. Sie gehört zum Kanton Brantôme en Périgord im Arrondissement Nontron und bildet ab dem 1. Januar 2019 eine Commune déléguée innerhalb der Gemeinde Brantôme en Périgord. Zuständiger Gemeindeverband ist die Communauté de communes Dronne et Belle. Cantillac war Grenzgemeinde zum Regionalen Naturpark Périgord-Limousin.

## Etymologie
Cantillac, okzitanisch Cantilhac, leitet sich ab vom römischen Eigennamen Quintilius und der Endsilbe -acum (Anwesen, Domäne des...).

## Geographie

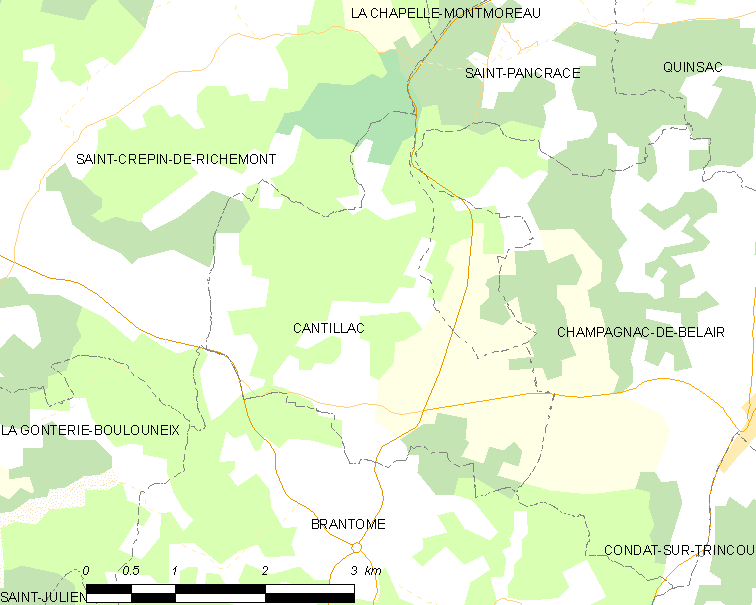
Lagekarte von Cantillac

Cantillac liegt vier Kilometer nördlich von Brantôme und 15 Kilometer südlich von Nontron (Luftlinie).
Umgeben wird Cantillac von den Nachbargemeinden und delegierten Gemeinden:
| Saint-Crépin-de-Richemont                                                   | Saint-Crépin-de-Richemont                                              | Saint-Pancrace       |
| Saint-Crépin-de-Richemont (Commune déléguée) innerhalb Brantôme en Périgord | Kompassrose, die auf Nachbargemeinden zeigt                            | Saint-Pancrace       |
| Brantôme en Périgord                                                        | Brantôme en Périgord (Commune déléguée) innerhalb Brantôme en Périgord | Champagnac-de-Belair |

Der Ort setzt sich neben dem Ortskern aus einem Geländepunkt, sowie mehreren Weilern und Gehöften zusammen:
Grand Lac, La Clède, La Gaillardie, La Plagne, Le Bas Puy, Le Bouchet, Le Haut Puy, Les Bourgougnoux, Les Bouriaux, Maison Neuve, Margnac, Mont Saint-Jean, Puybertro, Puycervier, Puyfauchard und Saint-Michel.
Der topographisch tiefste Punkt in Cantillac mit 124 Metern über dem Meeresspiegel liegt am Libourny in der Südostecke, die höchste Stelle mit 233 Meter befindet sich nördlich von Le Haut Puy im Nordosten. Die absolute Höhendifferenz beträgt 109 Meter, die mittlere Meerhöhe 179 Meter. Das Rathaus befindet sich auf 210 Meter über dem Meer.

### Verkehrsanbindung
Cantillac liegt im Schnittwinkel der beiden Hauptverkehrsadern D 939 (Périgueux - Brantôme - Angoulême) und D 675 (Brantôme - Nontron). Der Ortskern kann von der D 675 aus über eine Kommunalstraße erreicht werden, welche bei Maison Neuve im Norden nach rechts abzweigt, den Ortskern durchquert und dann im Süden hinter Les Bourgougnoux wieder in die D 675 einbiegt. Südlich des Ortskerns verläuft eine Kommunalstraße in Ost-West-Richtung. Sie ermöglicht eine Querverbindung zwischen den beiden Hauptverkehrsadern, ferner setzt sie sich im Osten als D 82 nach Champagnac-de-Belair fort.

## Hydrographie
Die Südostecke des Ortsgebietes berührt den nach Süden entwässernden Libourny, einen rechten Nebenfluss der Dronne. Etwa 1 Kilometer nördlich des Ortskerns am Mont Saint-Jean entspringt der nach Südwesten abfließende Ruisseau du Pré Pinson, ein linker Seitenarm des Boulous; im Ortsgebiet von La Gonterie-Boulouneix wird er dann als Ruisseau le Belaygue oder kurz Belaygue bezeichnet.
Die beiden genannten Flussläufe gehören zum Flusssystem Isle-Dronne.

## Geologie

Geologische Karte von Brantôme en Périgord. Cantillac befindet sich im oberen Drittel des rechten Gebietsrandes.

Cantillac liegt vollständig auf flach liegenden Sedimenten des nördlichen Aquitanischen Beckens. Strukturell gehört der Schichtverband zum Südflügel der Combiers-Saint-Crépin-de-Richemont-Synklinale. 
Die älteste anstehende Formation ist das Coniacium (Formation c4). Dessen harte Fossilkalke sind an der Südostecke der Commune déléguée aufgeschlossen. Über dem Coniacium folgt das Untersanton  (Formation c5a) mit plattigen, grauen glaukonithaltigen Kalken. Es zieht in einem Band von Puybertro über Saint-Michel und Les Bouriaux zur Ostgrenze. Das folgende Obersanton (Formation c5b-c) nimmt bereits topographisch höhere Lagen ein und umrahmt den Ortskern im Osten und Süden. Es besteht aus Austernschill-haltigen Kalkmergeln, siltigen, glaukonithaltigen Kalken und Sanden bzw. Sandsteinen. Den Abschluss der Serie bilden die grauweißen Kreidekalke des Untercampans (Formation c6a). Das Untercampan findet sich in stratigraphisch höchster Position auf den Hochlagen um den Ortskern und beim Weiler Puyfauchard.
Im Alttertiär transgredierten über den mesozoischen Schichtenverband Flusssysteme, die ihren Ursprung im sich heraushebenden Massif Central bei Nontron nahmen und gen Südwest ins Aquitanische Becken schütteten. Es handelt sich hier um Schotter und Kiese, die stellenweise zu Konglomeraten verfestigt sein können (Formation HF – zu sehen entlang der D 675 bei Margnac und an der Nordwestgrenze zu Saint-Crépin-de-Richemont). Im Zuge der pleistozänen Vereisungen kam es zu sehr starken kolluvialen Vorgängen, welche die alttertiären kontinentalen Sedimente aufarbeiteten und umlagerten. Als Resultat werden jetzt die meisten Hanglagen unterhalb der HF-Formation durch die entstandenen Hüllsedimente verdeckt (Formationen AC und ACF). In den Talauen des Libourny und des Ruisseau du Pré Pinson finden sich rezente Flusssedimente des Holozäns (Formation K).
Direkt unterhalb des Ortskerns zieht die Mareuil-Störung vorbei. Diese Ostsüdost-streichende Verwerfung bildet Teil der Mareuil-Antiklinale. An ihr hat ein Versatz von zirka 20 Metern erfolgt, welcher die Südhälfte des Schichtverbandes gegenüber dem Nordteil herauspresste. Parallel hierzu verläuft im Nordteil des Orts eine weitere Störung mit gleichem Bewegungssinn aber wesentlich geringerem Versetzungsbetrag. Treppenartig wurde somit im Bereich von Cantillac der Schichtverband des Beckeninneren gegenüber dem Nordrand herausgehoben (ferne Auswirkungen der Pyrenäenorogenese am Nordrand Aquitaniens).
Bei Margnac wurden früher Tonlagen in der HF-Formation als Rohstoff für eine mittlerweile geschlossene Ziegelei abgebaut.

## Geschichte
Das älteste erhaltene Bauwerk in Cantillac ist die romanische Kirche Notre-Dame-de-la-Nativité aus dem 12. Jahrhundert. Im 13. Jahrhundert wurde der Ort als Quentilhacum erwähnt, im darauffolgenden 14. Jahrhundert dann als Cantilhacum. Auf der Cassini-Karte von 1756 bis 1789 wird der Ort als Quentillac angeführt.
Am 27. März 1944 wurden in Cantillac vier Einwohner von der Division Brehmer als Repressalie für den zuvor erfolgten Überfall des Wehrmachtskonvois bei Brantôme erschossen.
Der Erlass vom 6. November 2018 legte mit Wirkung zum 1. Januar 2019 die Eingliederung von Cantillac als Commune déléguée zusammen mit den früheren Gemeinden Brantôme en Périgord, Eyvirat, La Gonterie-Boulouneix, Saint-Crépin-de-Richemont, Sencenac-Puy-de-Fourches und Valeuil zur neuen Commune nouvelle Brantôme en Périgord fest.

## Bevölkerungsentwicklung
| Bevölkerungsentwicklung | Bevölkerungsentwicklung | Bevölkerungsentwicklung |
| ----------------------- | ----------------------- | ----------------------- |
| Jahr                    | Einwohner               |                         |
| 1962                    | 159                     |                         |
| 1968                    | 164                     |                         |
| 1975                    | 186                     |                         |
| 1982                    | 163                     |                         |
| 1990                    | 151                     |                         |
| 1999                    | 167                     |                         |
| 2004                    | 175                     |                         |
| 2006                    | 175                     |                         |
| 2009                    | 189                     |                         |
| 2011                    | 198                     |                         |
| 2014                    | 192                     |                         |
| 2016                    | 189                     |                         |
| 2019                    | 191                     |                         |

Quelle: INSEE
Nach Beginn der Aufzeichnungen stieg die Einwohnerzahl in der Mitte des 19. Jahrhunderts auf einen Höchststand von rund 400. In der Folgezeit setzte eine Phase der Stagnation ein, die die Zahl der Einwohner bei kurzen Erholungsphasen bis 1990 auf 151 Einwohner sinken ließ, bevor wieder eine Phase moderaten Wachstums einsetzte.

## Verwaltung
Bürgermeister in Cantillac war ab März 2008 der anfangs parteilose Rentner Pierre Niquot, der später Debout la France unterstützte. Als Bürgermeister der Commune déléguée wurde er im Mai 2020 von Frau Dominique Fuhry abgelöst.

## Sehenswürdigkeiten
- Die romanische Kirche datiert aus dem 12. Jahrhundert. Umbau des Eingangs im 17. Jahrhundert. Als Kulturdenkmal (Monument historique) seit 1970 geschützt.

## Photogalerie

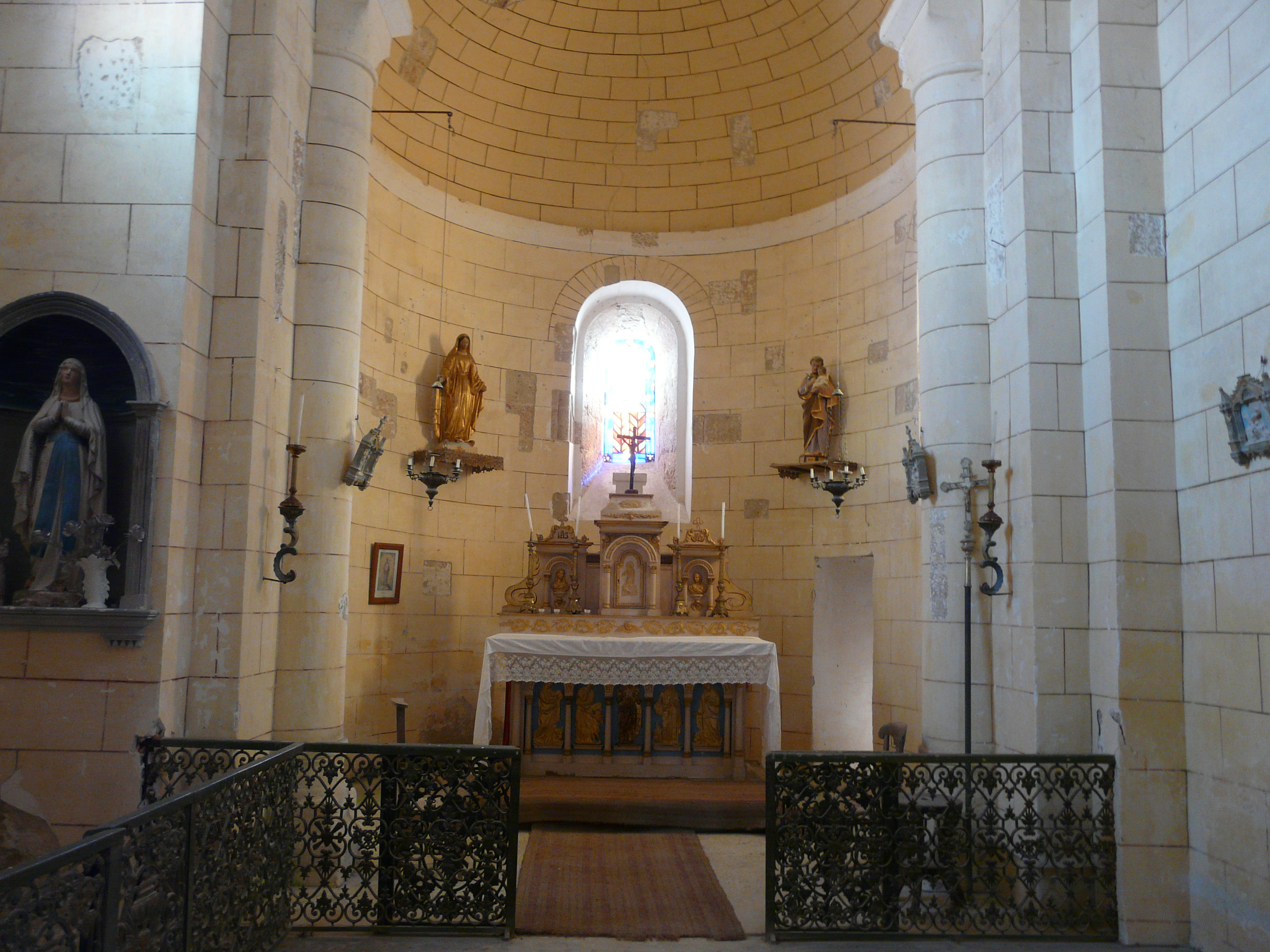
Chorraum in der Ortskirche Notre-Dame-de-la-Nativité
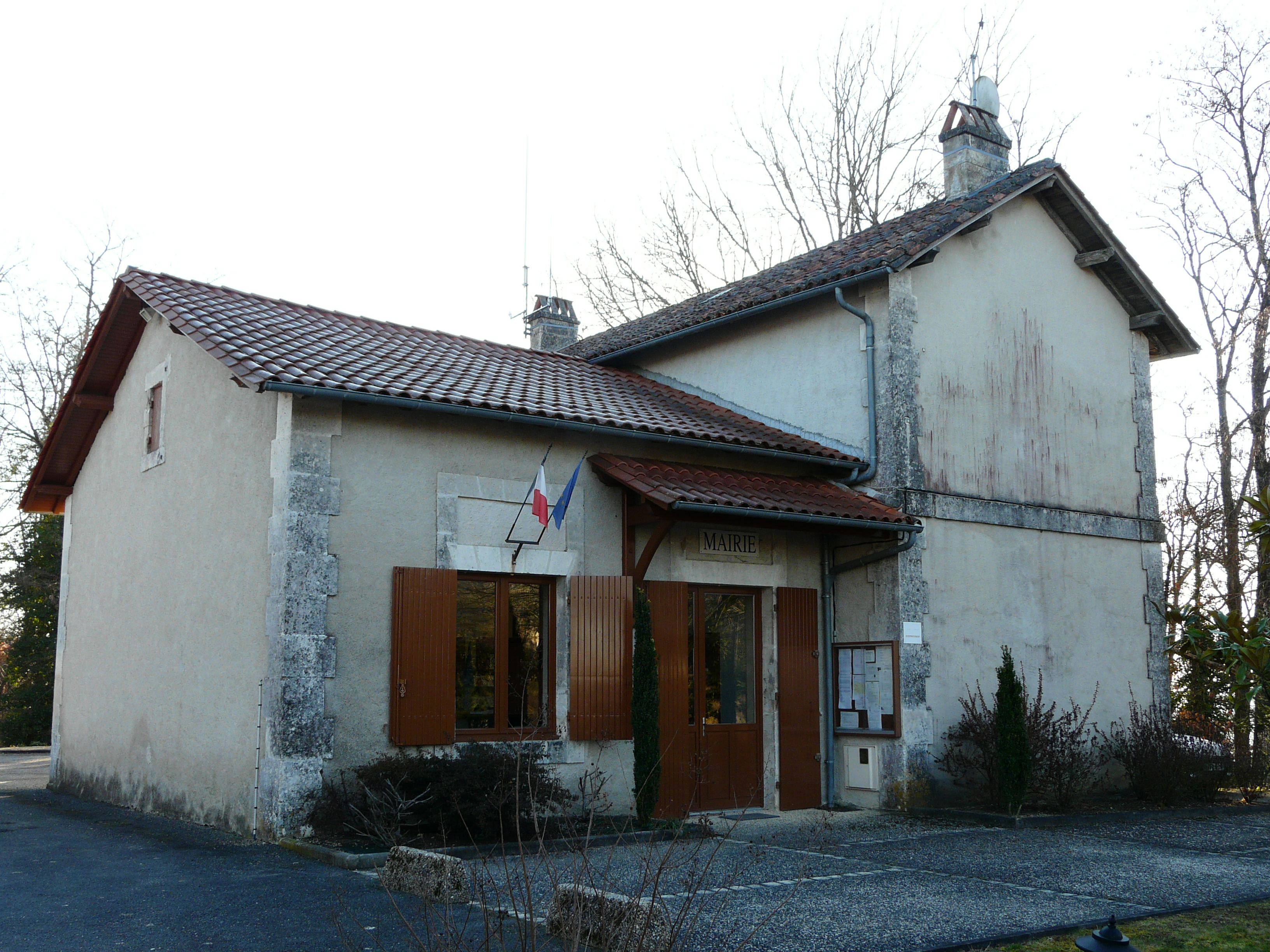
Rathaus von Cantillac
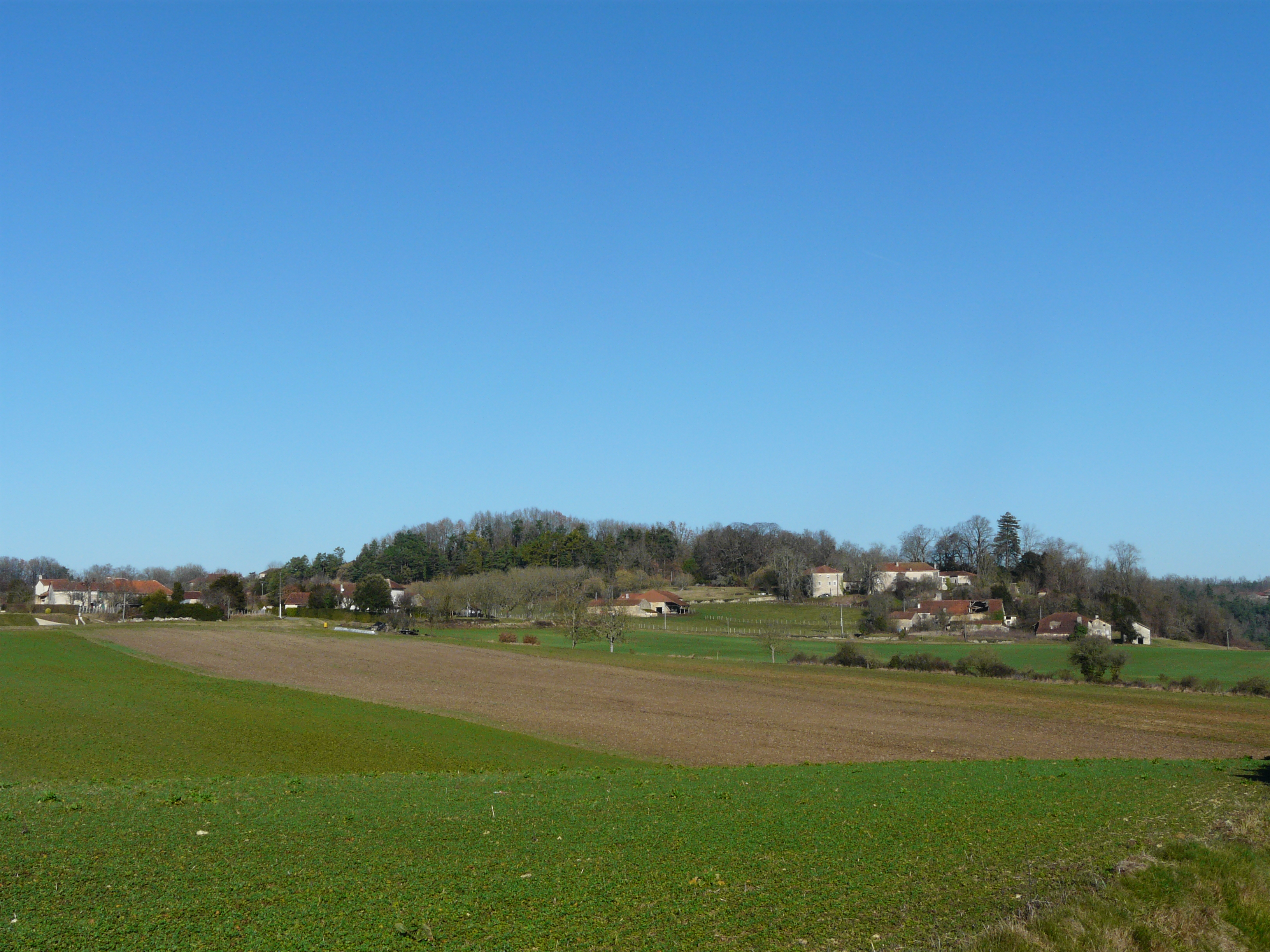
Cantillac von Süden mit den Weilern Saint-Michel (rechts) und Les Bourgougnoux
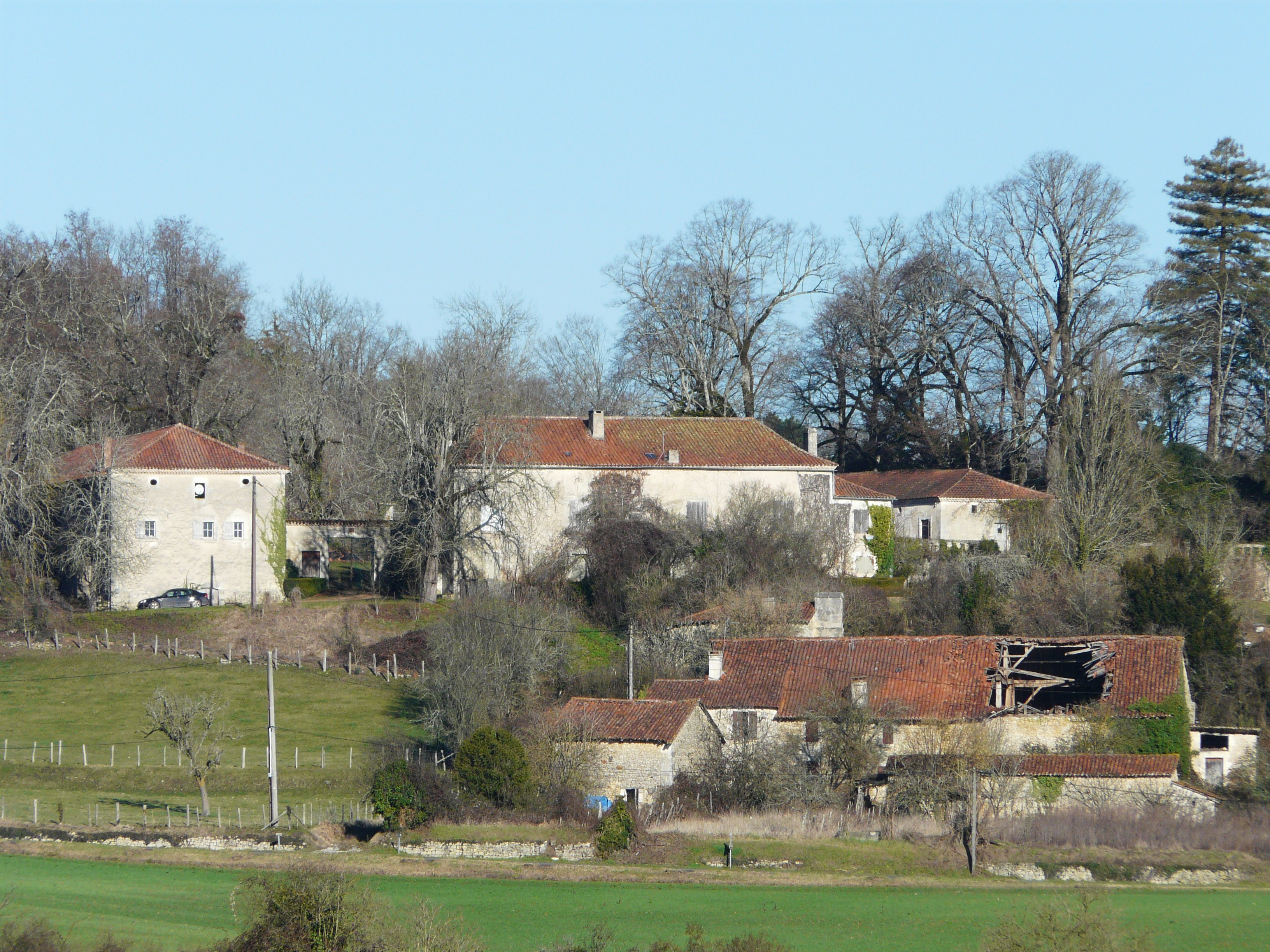
Der Weiler Saint-Michel zu Füßen des Ortskerns
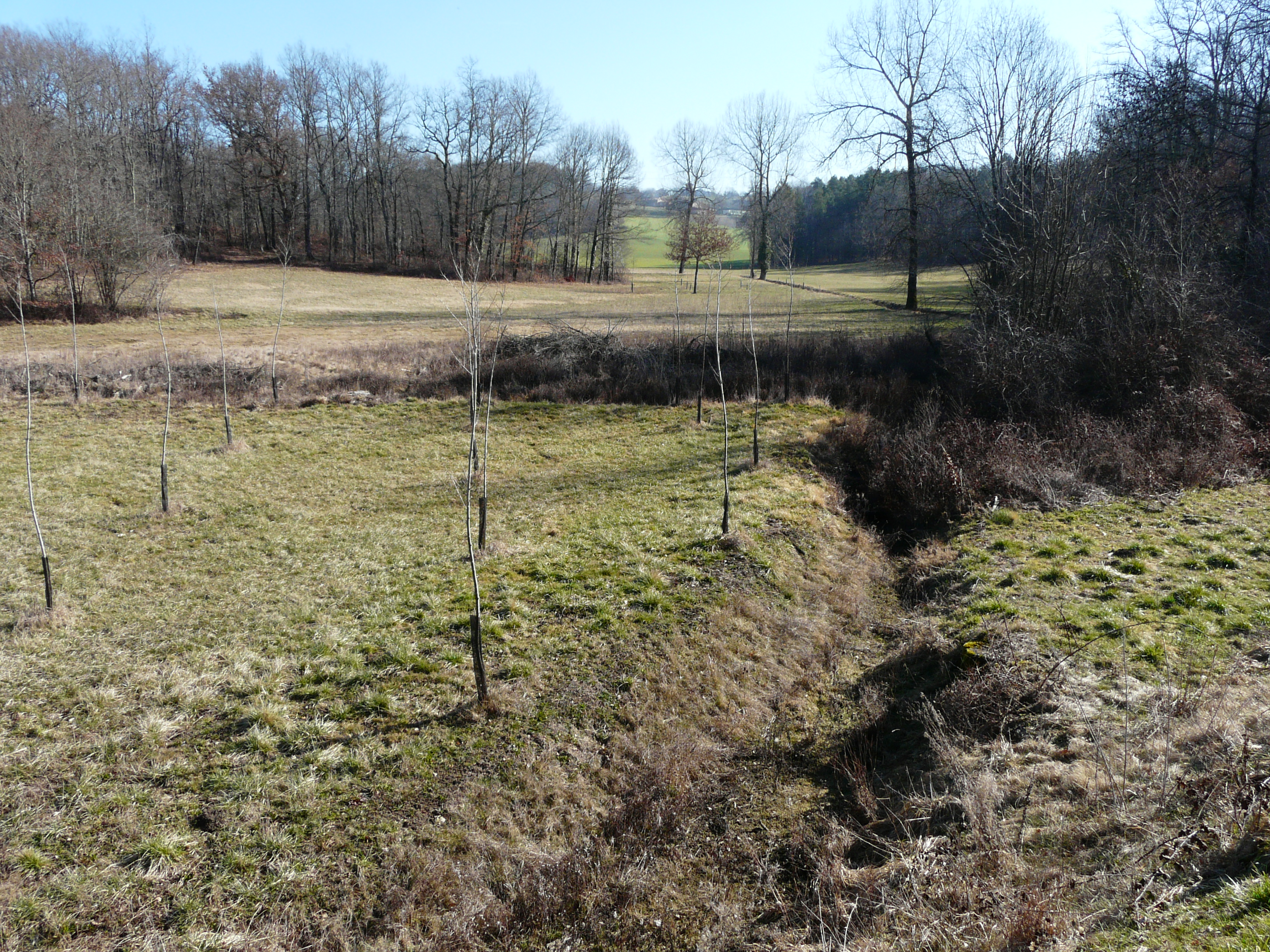
Der Pré Pinson vor Erreichen der D 939
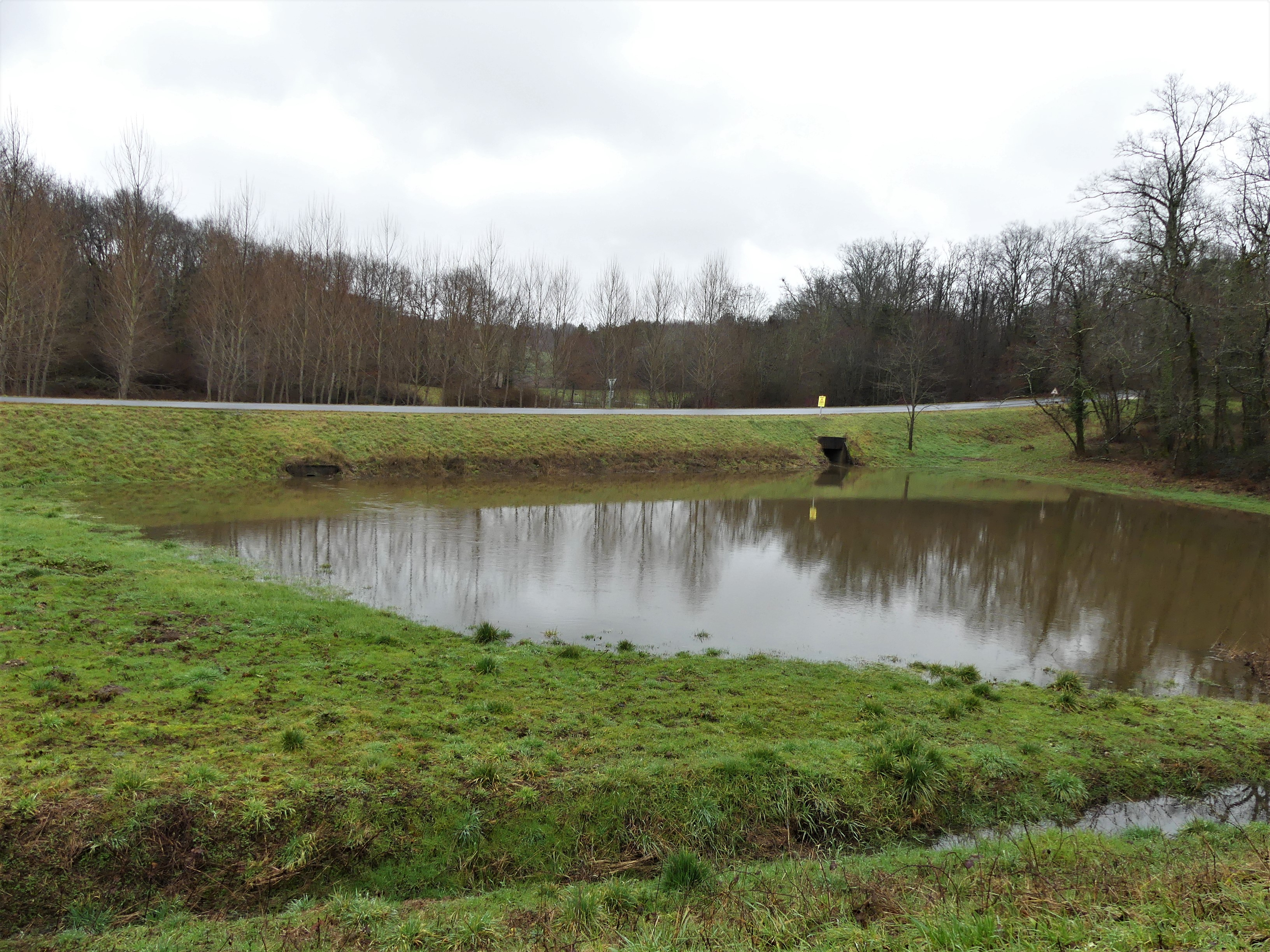
Frühjahrsüberschwemmung am Pré Pinson entlang der D 939
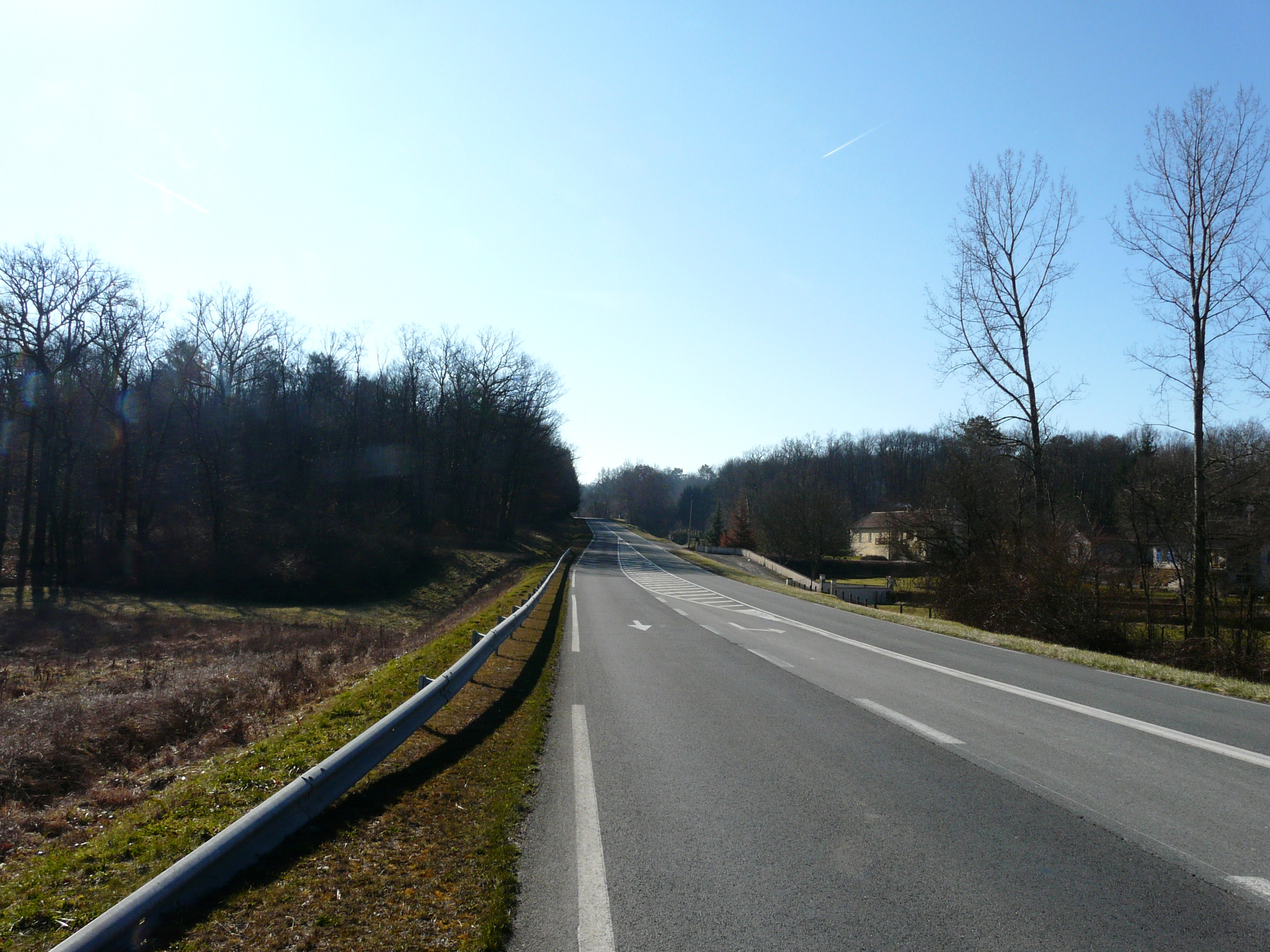
Die D 939 bei Puybertro, Blick nach Süden in Richtung Brantôme